# Acura MDX
Acura MDX – samochód sportowo-użytkowy produkowany przez amerykański oddział Hondy pod marką Acura od 2001 roku.

## Acura MDX I
Acura MDX I – SUV produkowany od 2001 do 2006 roku. Od 2003 roku auto produkowano także jako Honda MDX. W 2004 roku auto przeszło lekki face lifting. W 2001 roku samochód zdobył tytuł North American Truck of the Year.

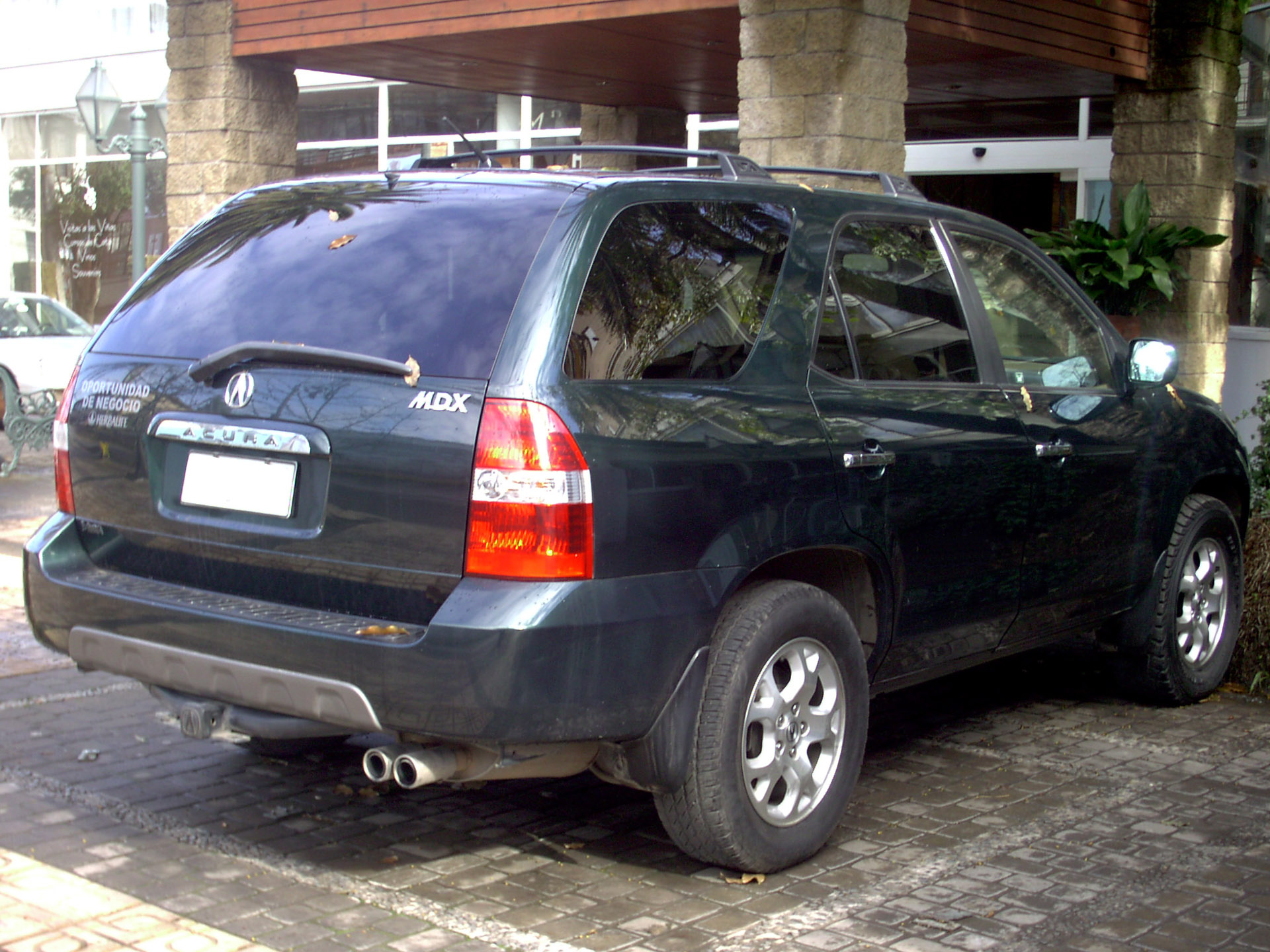
Tył Acury MDX I

## Acura MDX II
Acura MDX II − została zaprezentowana podczas Międzynarodowych targów motoryzacyjnych w Nowym Jorku w 2006 roku. Samochód został zaprojektowany od podstaw. Zawieszenie pojazdu testowane było w Niemczech na torze Nürburgring. W 2010 roku auto przeszło face lifting.

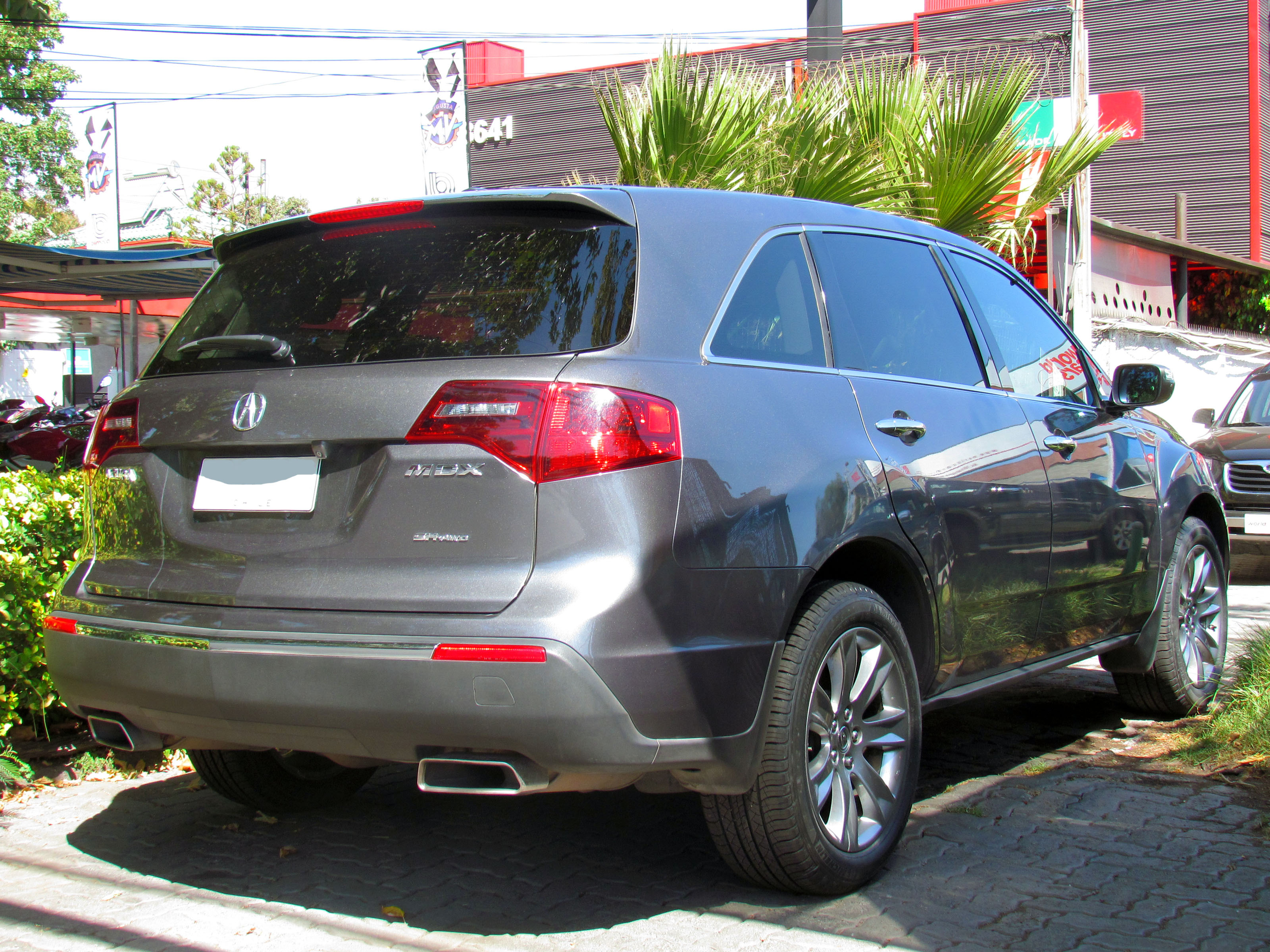
Tył MDX II

## Acura MDX III
Acura MDX III − została zaprezentowana podczas targów motoryzacyjnych North American International Auto Show 2013.

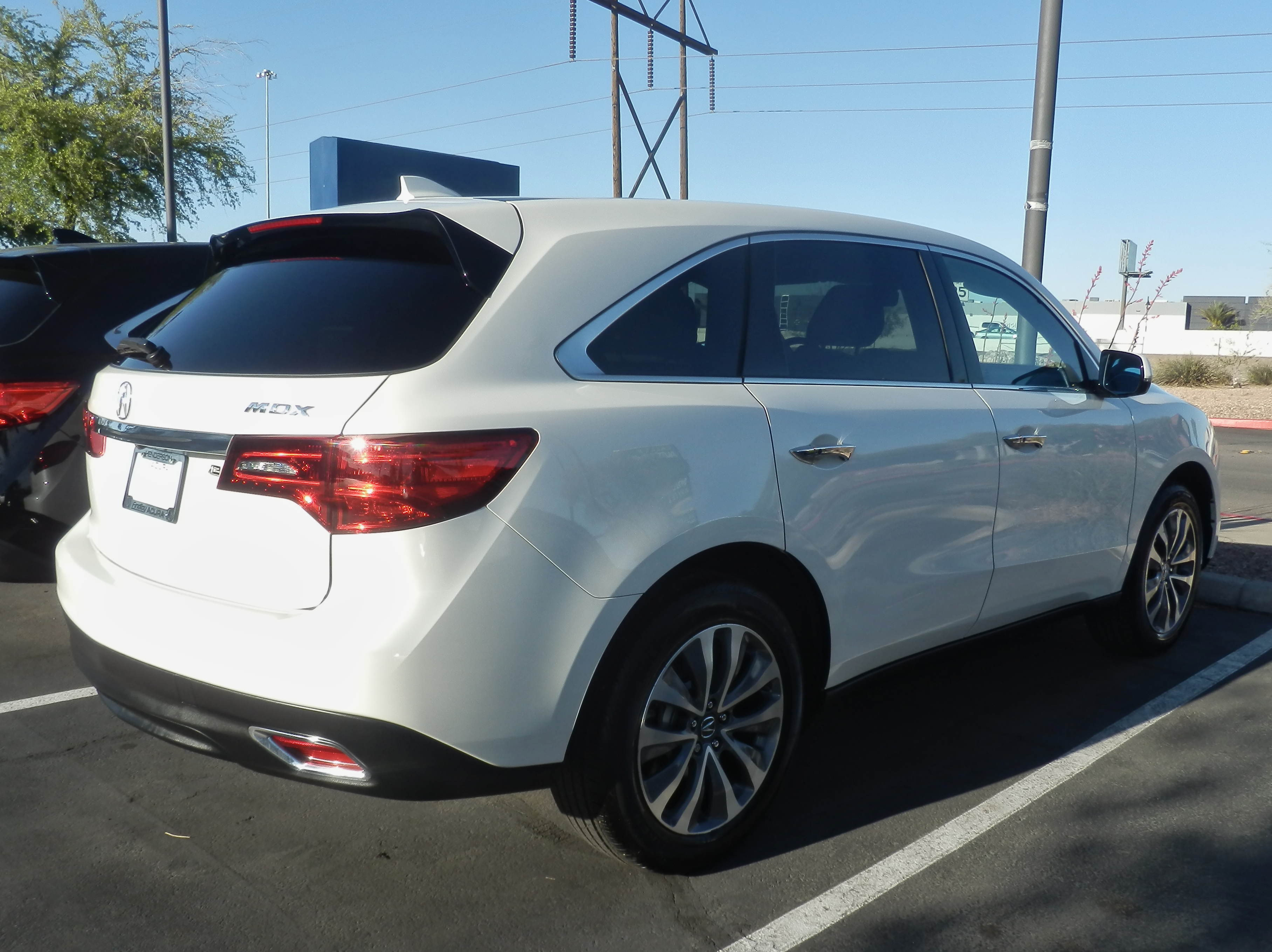
Tył MDX III

Auto powstało na nowej, sztywniejszej platformie, w ponad połowie zbudowanej z wysokowytrzymałej stali. Podczas targów motoryzacyjnych w Nowym Jorku w marcu 2016 roku zaprezentowano wersję po liftingu. Pojazd otrzymał m.in. nową atrapę chłodnicy oraz reflektory. Do gamy jednostek napędowych dołączyła hybryda oparta na 3 l silniku benzynowym w układzie V6, który wraz z silnikiem elektrycznym generuje moc 325 KM i standardowo współpracuje z 7-biegową automatyczną skrzynią biegów.
Standardowe wyposażenie auta stanowią m.in. dwa ekrany dotykowe, przesuwaną tylną kanapę z elektrycznym systemem składania ułatwiającym dostęp do ostatniego rzędu siedzeń, sterowane elektronicznie poduszki silnika, układ ACS, system ostrzegania przed kolizją czołową FCW, układ monitorowania toru jazdy LKW i „martwego pola” BSI, a także aktywny tempomat ACC. Opcjonalnie auto wyposażyć można w system rozrywki z 16,2-calowym wyświetlaczem i ponad 500-watowe audio z 12 głośnikami.

## Roczna sprzedaż na terenie USA
| Rocznik | Liczba egzemplarzy |
| ------- | ------------------ |
| 2000    | 9750               |
| 2001    | 40950              |
| 2002    | 52955              |
| 2003    | 57281              |
| 2004    | 59505              |
| 2005    | 57948              |
| 2006    | 54121              |
| 2007    | 58606              |
| 2008    | 45377              |
| 2009    | 31178              |
| 2010    | 47210              |
| 2011    | 43271              |
| 2012    | 50854              |
| 2013    | 53040              |
| 2014    | 65603              |
| 2015    | 58208              |
| 2016    | 55495              |
| 2017    | 54886              |
| 2018    | 51512              |
| 2019    | 52019              |